# Epeorus magnus
Epeorus magnus es una especie de efímera del género Epeorus, familia, Heptageniidae. Fue descrita por Braasch en 1978.

## Descripción
La cabeza de la larva es ovalada, tanto para el macho como la hembra. Esternones abdominales sin patrones de colores.

## Distribución y hábitat
Se distribuye por Georgia, suroeste de Rusia, Azerbaiyán, Armenia y Turquía. Las larvas habitan en pequeños ríos y arroyos. Se han encontrado ejemplares a altitudes de hasta 2474 m s. n. m.